# Saint-Christophe-à-Berry
Saint-Christophe-à-Berry ist eine französische Gemeinde mit 443 Einwohnern (Stand: 1. Januar 2022) im Département Aisne in der Region Hauts-de-France; sie gehört zum Arrondissement Soissons und zum Kanton Vic-sur-Aisne.

## Geographie
Die Gemeinde Saint-Christophe-à-Berry liegt am Flüsschen Hozien an der Grenze zum Département Oise, 23 Kilometer östlich von Compiègne. Umgeben ist Saint-Christophe-à-Berry von den Nachbargemeinden Autrêches im Norden, Nouvron-Vingré im Osten, Berny-Rivière im Süden, Vic-sur-Aisne im Südwesten sowie Saint-Pierre-lès-Bitry im Westen.

## Bevölkerungsentwicklung
| Jahr                       | 1962 | 1968 | 1975 | 1982 | 1990 | 1999 | 2005 | 2015 | 2022 |
| Einwohner                  | 354  | 350  | 349  | 335  | 340  | 347  | 412  | 436  | 443  |
| Quellen: Cassini und INSEE |      |      |      |      |      |      |      |      |      |

## Sehenswürdigkeiten
- Kirche Saint-Christophe